# Athous campyloides
Athous campyloides là một loài bọ cánh cứng trong họ Elateridae. Loài này được Newman miêu tả khoa học năm 1833.